# Saint-Julien-sur-Reyssouze
Saint-Julien-sur-Reyssouze település Franciaországban, Ain megyében. Lakosainak száma 687 fő (2022. január 1.). Saint-Julien-sur-Reyssouze Jayat, Lescheroux, Mantenay-Montlin és Saint-Jean-sur-Reyssouze községekkel határos.

## Népesség
A település népessége az elmúlt években az alábbi módon változott:
| Lakosok száma | 570  | 517  | 532  | 550  | 747  | 714  | 749  | 746  | 726  | 687  |
|               | 1968 | 1982 | 1990 | 2006 | 2013 | 2015 | 2017 | 2019 | 2020 | 2022 |